# Manuel García Gargallo
Pour les articles homonymes, voir Manuel Garcia (homonymie) et Gargallo.
Manuel García Gargallo, né le 24 juin 1973 à Barcelone, est un historien et écrivain espagnol spécialisé en histoire du sport.

## Biographie
Docteur en Historie par l'université de Barcelone, ses livres se sont concentrés sur l'histoire du sport aux îles Baléares, en particulier sur football, cyclisme et courses de lévriers, ainsi que sur la musique classique . Il s'est battu pour la préservation du patrimoine culturel sportif en contribuant à la préservation du vélodrome de Tirador et à la récupération du Canódromo Balear (ancienne piste de courses de lévriers) en tant que future parc de la ville. Il collabore avec la presse régionale et magazines, écrivant sur ces sujets et d'autres comme l'histoire ou l'actualité, et a collaboré à des médias radiophoniques.

## Publications
- Els origens de l'Atlètic Balears (1920-1942). Dels inicis a la fusió. Barcelona: Lulú, 2013  (ISBN 978-84-09-43355-1)[6] (ca)
- 100 anys del Club Deportiu Consell. 1918-2018. Palma: Graficmon, 2017  (ISBN 978-84-697-6479-4) (avec Miguel Vidal Perelló)[7] (ca)
- El velòdrom de Tirador. Una història de l'esport a Mallorca. Palma: Illa Edicions, 2018  (ISBN 978-84-947890-1-4)[8] (ca)
- Campeonatos Regionales de Baleares. Orígenes y desarrollo (1900-1940). Madrid: CIHEFE, 2019  (ISBN 978-84-948698-6-0)[9] (es)
- L'Atlètic Balears (1920-1942): Els primers anys d'una entitat centenària. Palma: Documenta Balear, 2020  (ISBN 978-84-18441-08-0)[10] (ca)
- El Canòdrom Balear. Una historia del llebrer a Palma. Palma: Documenta Balear, 2021  (ISBN 978-84-18441-28-8)[11] (ca)
- El mundo sonoro del siglo XX. 101 obras clásicas para un siglo. Prologue, Roger Alier. Palma: Documenta Balear, 2022  (ISBN 978-84-18441-71-4)[4] (es)